# إسماعيل واتينغا
إسماعيل واتينغا (بالإنجليزية: Ismail Watenga)‏ (15 مايو 1995 بأوغندا - ) هو لاعب كرة قدم أوغندي في مركز حراسة المرمى. شارك مع منتخب أوغندا لكرة القدم. أما مع النوادي، فقد لعب مع نادي فايبرز.